# Vespa

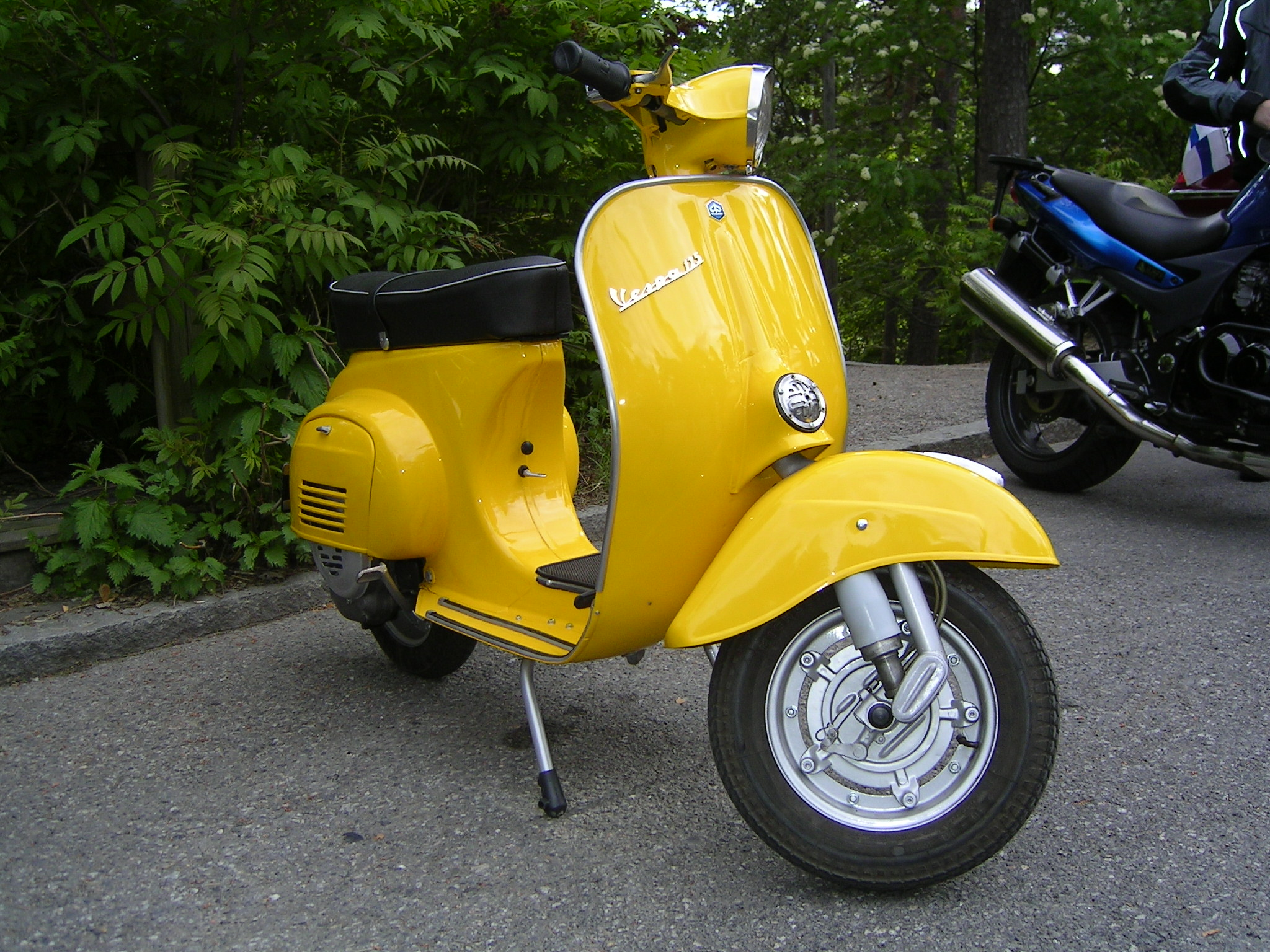
Vespa Primavera.

Vespa (italienska: geting) är en skoter, tillverkad av det italienska företaget Piaggio. Vespor tillverkas sedan 1946 och var som populärast på 1950- och 1960-talen. Vespan var den första globalt framgångsrika skotern. 
Varumärket Vespa används även populärt som benämning på själva fordonstypen,

## Historik

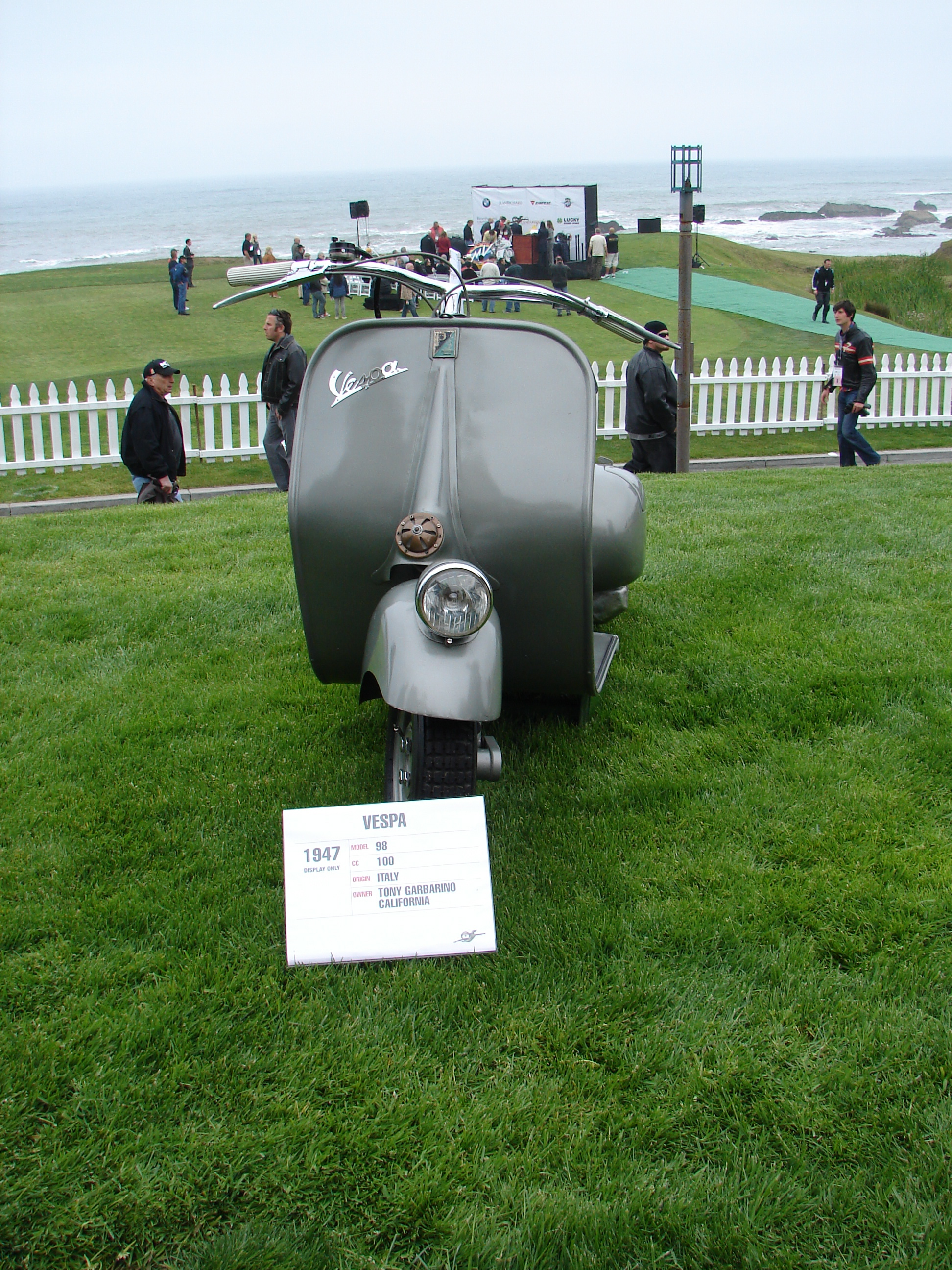
1947 Vespa 98 100cc

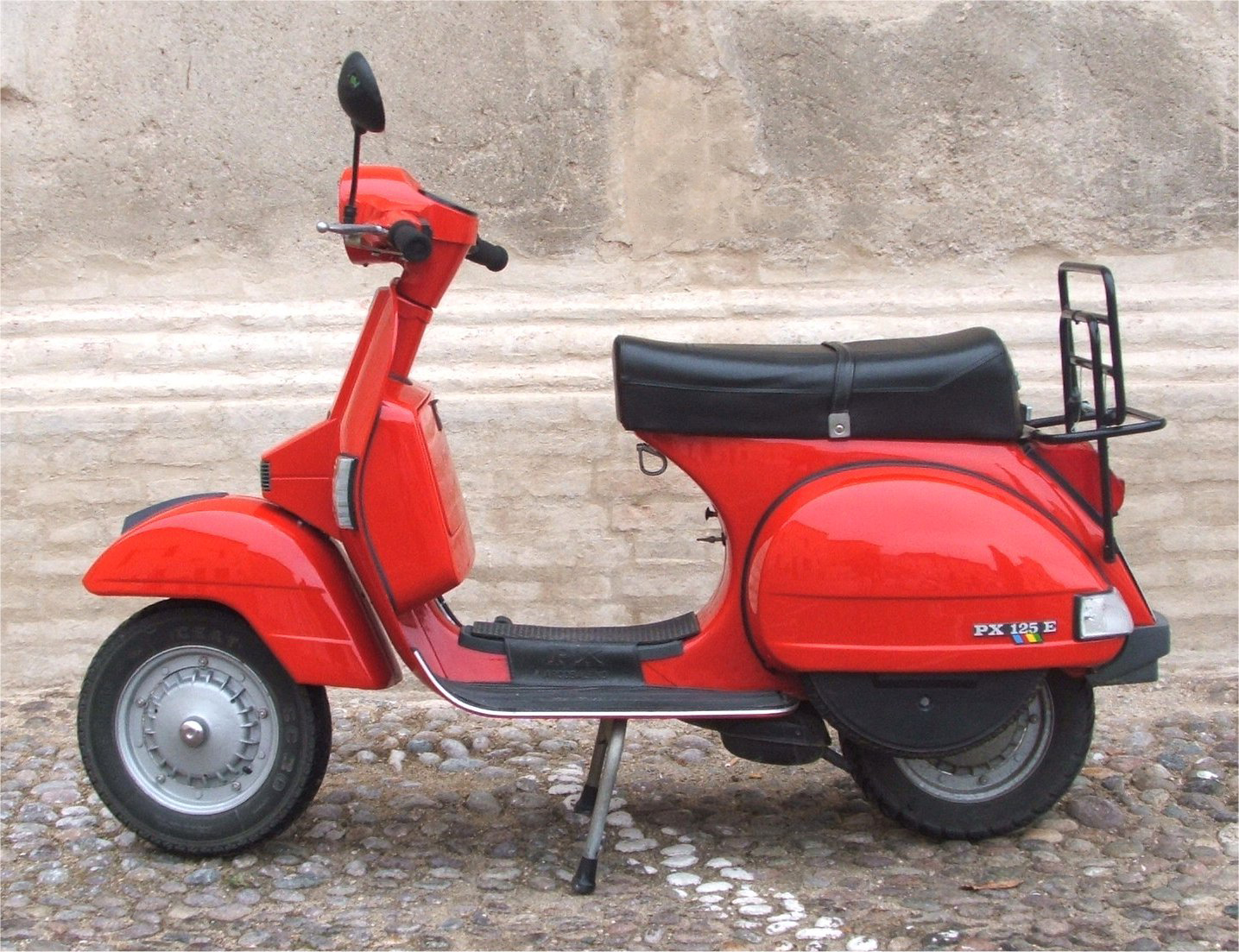
Vespa PX 125 E

Bakgrunden till Vespa var att Piaggio var tvunget att lämna flygplanstillverkningen efter andra världskriget. En nydanande produktion behövde startas upp som ersättning. Enrico Piaggio hade i ett tidigt skede sett behovet av ett billigt och enkelt fortskaffningsmedel i ett Europa under återuppbyggnad. 
Den första Vespan, Vespa 98, kom ut på marknaden 1946. Den hade en motor på 98 kubik och kunde köra i upp mot 60 km i timmen. Den var konstruerad av Corradino D'Ascanio på uppdrag av Enrico Piaggio. Den skulle vara enkel, sparsam och bekväm att köra. D’Ascanio hade tidigare verkat som konsult angående skoterkonstruktion och tillverkning för Ferdinando Innocenti. En första prototyp hade tagits fram av Renzo Spolti och Vittorio Casini och fått smeknamnet Paperino. Vespan fick sitt namn på grund av sin form, med en bredare bakre del; när Enrico Piaggio såg den utropade han "Sembra una vespa!" – "Den ser ut som en Vespa [geting]!"
Vespan började tillverkas 1946 då 2 484 exemplar lämnade fabriken, och 1948 tillverkades 19 822 stycken Vespor. Produktionen växte snabbt, och inom några år såldes Vespa i 114 länder och tillverkningen skedde i 13 länder. 1948 följde lastfordonet Piaggio Ape.

## Konstruktion
Motorn i en Vespa sitter monterad tätt ihop med bakhjulet. Det gör att det inte behövs någon kedja eller kardan för att överföra kraften. Samtidigt ger det gott om benutrymme för föraren. Ramen är konstruerad av pressad plåt.

## Modeller (urval)
- 98
- 125
- Elit (wideframe/largeframe)
- Populär (wideframe)
- Super (wideframe/largeframe)
- GS (wideframe)
- GL 150 (largeframe)
- 150 Touring (wideframe/largeframe)
- Sprint (largeframe)
- GS 160 (largeframe)
- SS 180 (largeframe)
- PX 125
- PX 200 E
- Primavera (smallframe)
- PK 50 (smallframe)
- 50 Special (smallframe)
- ET4/ET2 (smallframe)
- LX 50 (smallframe)
- GT 200 (largeframe)
- GT 250 (largeframe)
- Super 300 (largeframe)

## Vespa i Sverige
Den första generalagenten för Vespa i Sverige, Como M&T Bjerke AB, tog in de första exemplaren i april 1950. Modellkoden på de första var V13T, stångväxlade, med serienummer omkring 60000. Modellerna V30-V33 125 cc med vajerväxling kom 1951, och Vespa Club Stockholm bildades den 2 oktober samma år. 
På sommaren 1953 hittade Como på egna modellnamn och kallade då den lyxigare 125:an för "Elit" (VM1), medan den snålare fick heta "Populär" (VU1). 
1955 kom sportmodellen GS150 (VS1) samt ännu en 150-kubikare (VL2) med strålkastaren uppe på styret som fick heta "Super". VL1 verkar inte ha sålts i Sverige. Detsamma gäller 125:an VN1.
Vespa Club Sverige bildades samma år. 1956 ändrades formen på skölden, och sidokåporna (nu i plåt) blev mindre på  "Elit" (VN2) och "Super" (VL3), som båda fick tillägget "S". Vajrarna löpte inne i styret på GS150 (VS2).
Lyxmodellen "Touring" (VGL1) i blåmetallic, utrustad med kromlister, störtbågar, ryggstöd och 10-tumshjul, började säljas 1957. 1958 importerades touringmodellen via Tyskland och hade därför tyska eldetaljer. Färgerna var blå metallic och vinröd. "Elit" fick nu en helt ny ram och motortyp (VNA1). Eftersom den var en 125:a kallade Como även den för "Elit". 
Piaggio tillverkade 1959 en specialmodell för Sverige – en 125:a (VNS1) som döptes till "Popolino". Färgen var ljusbeige. Man lättade den till 75 kg eftersom den då fick köras av 16-åringar. Touring (VGLA1) hade nu den nya ramen och motorn och en annan blå nyans – "Super" som "Touring" men med 8-tumshjul och mindre krom.
1960 fick Popolino (VNS2) främre stötdämpare och röd lack.
Fram-King tog 1962 över generalagenturen.
Vespa säljs sedan år 2021 av PG Nordic.